# 1996年高城山火
1996年高城山火是1996年4月23日于韩国江原道高城郡竹旺面发生的森林火灾。到4月25日火情结束为止，高城郡共有3,834公顷森林被烧毁。这次山火由附近的陆军射击场违规处理失效TNT炸药引起，共造成49户140人流离失所，损失总额逾227亿韩元。受灾区域目前由韩国山林厅下属的国立山林科学院管理，后者将过火区划分为自然恢复地和人工造林场，并主持着在当地进行的科学研究和生态复原等工作。

## 事件经过

### 4月23日
火灾于4月23日下午12时22分左右发生。:1112时40分，陆军第6123部队内临时设立森林灭火指挥部。14时30分，高城郡副郡守沈宇锡（音）向韩国山林厅请求调用全部直升机，但由于天气干燥，平昌郡、杨口郡和麟蹄郡也于同一时间发生了山火，导致直升机未能及时部署到高城郡。:2015时10分，山林厅直升机1分队最早到达现场，并开始灭火作业。:21此后陆续有军用直升机和消防车抵达，但灭火困难仍较大。:22
20时30分左右，高城郡县内面明波里北部靠近三八线的地区起火，烧毁森林120公顷。统一瞭望台的部分设施也在此次火灾中被毁。

### 4月24日
午夜时分，起火区域刮起强风，风速达20公尺/秒:13，导致火势迅速蔓延至周边民宅。当地林业人员、公益勤务员和竹旺面事务所的工作人员集中疏散了民宅内的居民，避免了人员伤亡。:24由于火势蔓延，指挥部于2时许转移至竹旺面事务所内。:24山火还蔓延到了松池湖海水浴场北侧的停车场，山脊上架设的连接束草市和高城郡的通信电缆被烧毁，导致长途电话中断14小时。:25受西北风影响，火势继续向海岸方向和南方传播，延烧至土城面的云峰里、鶴也里和桃院里等地。
军方从上午10时开始控制游客进入受灾区域。此外，工作队根据预估的山火蔓延方向，紧急疏散了居住在仁亭里、三浦里、云峰里和鹤也里农舍中的162位村民。由于同时发生大面积山火，数量有限的直升机不足以将火情彻底扑灭，而未灭尽的火苗又重新点燃落叶等助燃物，使火势再起，给灭火工作带来了很大的困难。:32蔓延的山火在一夜之间烧毁了竹旺面的大部分地区，而当天白天速度达30公尺/秒的强风则进一步助长了火势。晚上11时15分左右，有居民意见认为，为防止杆城邑塔洞里的火势蔓延至周边地区，应该在周围先放火烧出一个隔离带。消防队采纳了这一建议。:34

### 4月25日

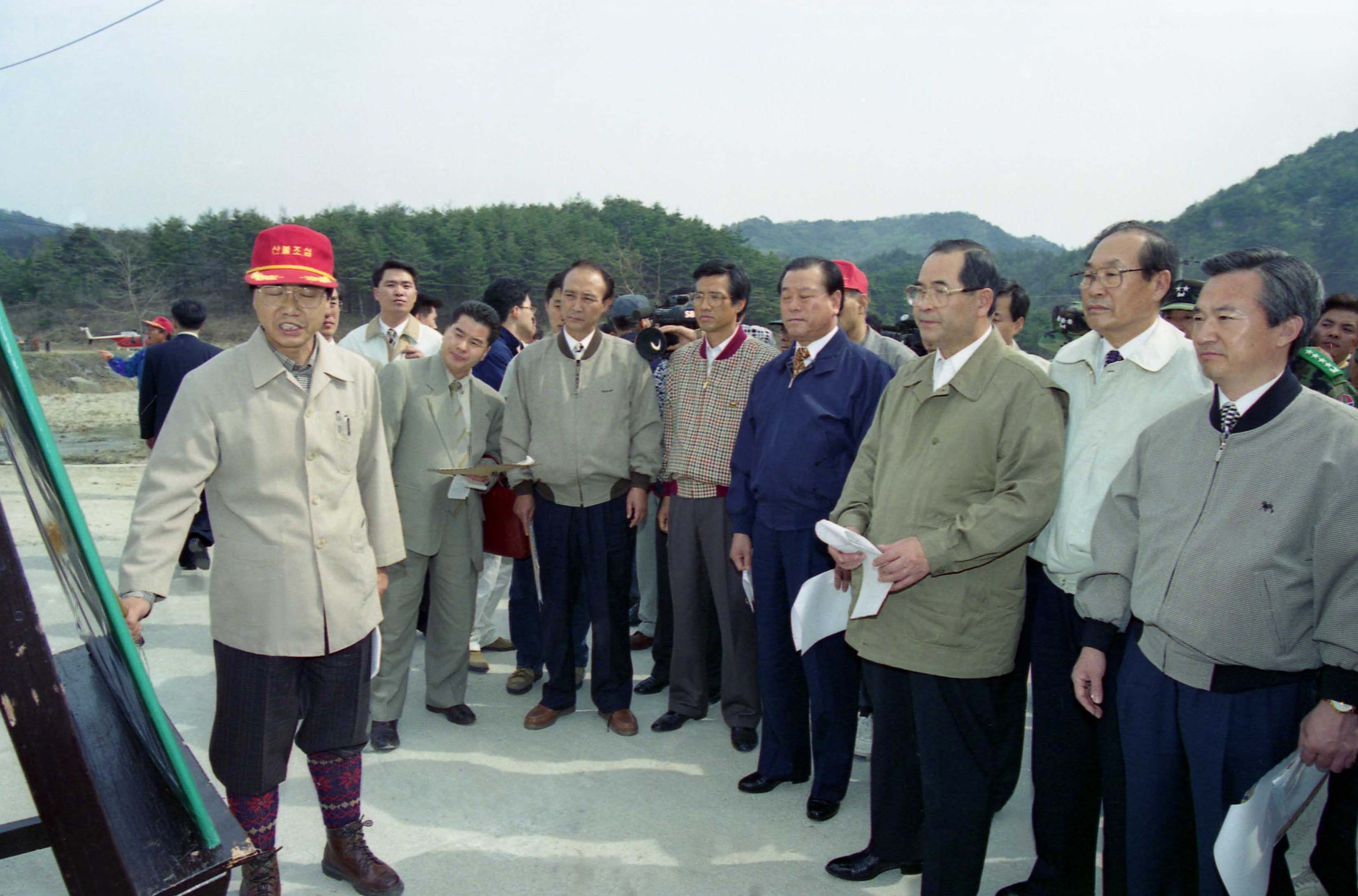
在现场视察的时任总理李寿成（右数第三位）

从早上5时30分开始，高城郡又陆续接收了11架警用和军用直升机，截至当时共有20架直升机被部署到现场，参与灭火的消防员人数也增加至一万余人。指挥部将山火新延烧至的桃院里、鹤也2里、仙游室里等地附近村庄的27户居民约80人疏散到军营、敬老院或各自的亲属家里。
上午，时任韩国总统金泳三致电总理李寿成，命令他前往火灾现场进行指挥灭火、调查受灾程度、支援重建、安抚民情等工作。14时30分，李寿成抵达塔洞地区视察灭火与救灾情况:38，江原道知事崔珏圭要求其将火灾地区宣布为特别灾区，还要求政府向住宅被烧毁的居民提供农村住宅融资资金以支援其灾后重建。
指挥部派出了25架直升机以及军事人员和当地居民共4000余名，到雪嶽山國立公園附近的土城面桃院里一带和杆城邑塔洞里周边地区参与灭火。16时20分左右，山火被熄灭。18时10分，所有参与救火的直升机全部撤离，指挥部最终通报灭火完成。:40为防止复燃，指挥部还在受灾地区安排了170名公务员和15辆消防车监控情况。:41

### 4月26日
由于发生复燃的可能性降低，且参与监控的公职人员已疲惫不堪，所有监测人员于凌晨1时30分撤离。:416时30分，加津里一处公共墓地附近的一片稻田发生小规模火情，随后被扑灭。:41在确定不会再发生火情后，大部分人员和设备撤出当地。:41

## 灾情
江原道高城郡竹旺面三浦1里村的50户房舍中有38户被烧毁，成为本次山火受灾最严重的地区。杆城邑塔洞里和土城面桃院里周边的森林原本是野生松口蘑的主要产地，而在山火后尽数被毁，当地居民也因此丧失了重要的收入来源。
4月28日，韩国山林厅和事故指挥部发布联合调查结果，认为林区土壤受到严重破坏，至少需要40到100年才能复原。据估计，由于食物链中断以及植物种子无法传播，受到生态破坏的区域面积约有10,000公顷，是官方公布过火面积的三倍。被火烧毁的林区失去了吸收二氧化碳的能力，据估测，连接民間人出入統制線和雪嶽山的生态通道将被切断数十年。

### 受灾程度
最终确认的受灾规模如下：:14

| - 受灾人数：49户共140人 - 森林：3,834公顷（1,100余万坪） - 树木：2,762公顷 - 松口蘑：16,125千克 - 墓地等：66处 - 建筑物：227栋 | - 动产共53423件 - 器具类：12,133件 - 农机械：17,745件 - 皮革：718匹 - 果树等：21,052棵 - 饲料等：1,775件 - 总损失费用：2,271,700万韩元 |

## 起火原因与追责
起火点是竹旺面马坐里竹弁山溪谷内的大韩民国陆军第一軍需支援司令部第8军需支援团第58弹药大队的射击场。据国防部通报，火灾发生原因是该部队的炸药处理组组长郑在锡（音）中士销毁525枚失效TNT炸弹的过程中未按规定操作。:11根据规定，TNT应该在将信号弹移出现场后集中焚烧，但当事中士并没有做这项预处理，仅仅是在事发的公共枪械射击场挖了一个约60厘米深的洞，然后将TNT放进洞里引爆。:11这导致坑旁的信号弹殉爆，其产生的火星被强风吹到溪谷上游的森林中，引起了山火。:11事后，陆军以涉嫌失火的罪名逮捕了当事中士，并给予该大队的大队长申裕升（音）少校免职处分，第8团团长郑在浩（音）上校也被移交团司令部惩戒委员会处置。然而，这一处分方式非但在民间引起不满，在国防部内部也备受批评。相关人士认为，此次山火造成的损失极其重大，仅仅对一名士官施以纪律处分显然处置过轻，无法平息公众情绪。此外，陆军方面还以有相关规定为由，拒绝了各广播公司出动直升机拍摄山火状况的申请，被批评为消极自罚，积极掩盖真相。

## 灭火迟滞的原因
大风、天气干燥、地势崎岖、缺乏设备、缺乏熟练的人力等，都是造成山火三天未扑灭，损失显著增加的原因。火灾初期，山风持续强劲，使火势蔓延速度加快，而风向几乎每分钟都在变化，加之天气干燥，使救灾人员难以确定火势蔓延的方向。大部分起火区域位于人迹罕至的崎岖地形上，因此大部分灭火工作不得不依赖直升机进行，投入的大量人力并没有收获明显的成效。除此之外，江原道没有配备专门执行山火灭火作业的直升机，只能提供简陋的消防设备，也导致了灭火时机的贻误。救灾过程投入10,000多名人员中，只有2,000余人接受过灭火方面的专业培训。此次山火后有声音指出，必须确保足够的预算用于大规模山火的救灾。
还有分析认为，在火情初起时及时灭火所需的快速动员系统不完善也是导致火势后来难以控制的原因之一。最初发现起火时，高城郡方面要求韩国山林厅提供直升机支持，但直升机需要一个半小时才能飞到现场。也有人指出，由于山火发生在军事基地附近，存在未爆弹药爆炸的危险，因此救援人员和设备无法轻易接近，不具备迅速扑灭火灾的条件。
当地居民指出，出于灭杀松针瘿蚊等目的，行政机关会对山上的赤松林进行疏伐，而被砍伐的赤松并不运走，而是直接留在山上，导致山火发生时这些松木迅速被引燃，造成进一步的破坏。而且军事基地在火灾发生后的13小时内没有发布任何广播通知居民撤离，使他们蒙受了更多不必要的损失。当地居民和参与灭火行动的公职人员对军方没有及时反应导致火情扩散多有不满，并主张应该逮捕所有应对火灾负责的人。

## 后续措施
1996年4月26日，时任韩国总统金泳三指示内阁于同年6月之前制定针对高城山火以及其后发生的大规模森林火灾的综合对策。次日，政府为准备制定山火综合防治措施而召开有关部委会议，会上确定了此次山火的原因是国防部的过失，并决定向受灾地区居民支付国家赔偿。此外，还决定以农林水产部長为首长，组建高城山火中央事故指挥部，并以此为中心展开火灾原因和受灾程度调查等后续程序。同日，相关部委联合调查组到达现场，对居民财产和森林受灾情况展开详细调查，决定对受灾群众提供稻种、生产机械和资金等专项扶持。陆军还向下属单位发出指示，动员所有部队和装备协助灾区重建。江原道暂停对受影响地区居民征收财产税、城市规划税、综合土地税和地方税六个月。
同年6月19日，韩国环境部公布了建立生态系统恢复试验场的计划。该试验场是从被烧毁地区中选择出的一片不受居民经济活动影响的区域，此后试验场区将保持50到100年不植树，且有专门人员观察场内生态环境自然恢复的过程。除此之外，官方还在高城郡竹旺面建立了两片面积分别为30公顷和70公顷自然恢复地。
根据1997年4月的一份报告，为了尽快恢复当地居民赖以生存的松口蘑产业，山林厅制定了一项重新造林计划。不过由于重新造林时间紧迫，但短时间难以获得大量树苗，因此当局决定使用温室培育的速成树木。这一决定引起了几位林业学者的批评。

## 灾后状况
1997年4月，高城郡316名居民向国家提起集体诉讼，要求赔偿山火对松口蘑采摘业造成的损失。同年8月15日，第8军支团地区赔偿审议委员会以火灾肇事者为建造靶场设施的民间人士，不能适用《国家赔偿法》为由，驳回了居民的诉讼。1998年12月3日，首尔地方法院就前述集体诉讼作出强制调解决定，判决国家向居民支付84亿韩元的赔偿。
以火灾发生9年后的2005年4月为基准，高城郡的两处自然恢复地的植物质量和密度都比人造林区高得多，但仍有许多地方土壤贫瘠，植被也比较孱弱，预计还需要10年的时间才能恢复正常森林的外观。根据韩国山林厅下属的国立山林科学院2009年6月的一项研究，在被山火烧毁的地区观察到16种野生鸟类，与周围未受破坏地区的20种相比，恢复了80%。根据2010年4月的报告，火灾后人工种植的松树生长情况正常，但自然恢复地生长的橡树则出现了严重的变色和空洞现象。截至2015年5月，事故前存在的松树林大部分已经消失，橡树、栎树、迎红杜鹃等阔叶树已长到2－3米高。除自然恢复地外，还成立了由东部地方山林厅襄阳国有林管理所管理的人工造林场。造林场为单一树种，仅种植松树和桦树，已在一定程度上形成了森林的规模。不过由于森林大火导致土壤肥力降低，人工造林场的松树高度只有正常松树的41%－71.9%。